# فيصل دارسي
فيصل دارسي، لاعب كرة قدم سعودي، يلعب في خط الدفاع في نادي الجندل.

## مسيرة اللاعب
مثل النادي الأهلي في الفئات السنية و صعد للفريق الأول عام 2017 و أعير إلى نادي الرائد في عام 2019 و أعير إلى نادي نجران في صيف 2020 ولعب بعدها مع نادي نجران ونادي الجندل.

## روابط خارجية
- فيصل دارسي على موقع Soccerway.com (الإنجليزية)
- فيصل دارسي على موقع كووورة